# Набережно-Хрещатицька вулиця
На́бережно-Хреща́тицька ву́лиця — вулиця в Подільському районі міста Києва, місцевість Поділ. Пролягає від Поштової площі до Турівської і Набережно-Лугової вулиць.
Прилучаються Набережне шосе, Боричів узвіз, вулиці Ігорівська, Андріївська, Борисоглібська, Іллінська, Григорія Сковороди, Гаванський міст, вулиці Спаська, Хорива, Верхній Вал, Нижній Вал, Рибальський вантовий міст, Ярославська і Щекавицька вулиці.

## Історія
Вулиця є однією з найдавніших вулиць Києва, мала назву Велика Хрещатицька, Хрещатик, Хрещатицька, оскільки, за переказами, саме цією вулицею кияни у 988 році йшли на хрещення. Сучасна назва — з 1869 року; надана, щоб уникнути дублювання з назвою нової на той час вулиці Хрещатик, яка ставала центральною магістраллю міста.
Забудовувалася після пожежі 1811 р. поступово, у середині XIX ст. переважала одно-, двоповерхова забудова. Набережну облаштовували з 1757 по 1860 рік. На ній розвантажували вантажі, що сплавлялися по Дніпру. На вулиці зосереджувалися склади лісу, цегли, кахель, будівельного матеріалу; відпливали судна, завантажені хлібом, сіллю, соленою рибою, цукром; приходили - із залізним товаром, будівельним лісом, вапном. Багато архітектурної кераміки потрапляло водним шляхом до Києва з Черкас, із містечка Копись Могильовської губернії. У 1914 р. на вулиці розташовувалося п'ять складів кахлю, майоліки та іншої кераміки.
Існували числення млини: Млин Бродського, Паровий млин Яновського, Паровий млин Кельбера, млини Бяліка, Сніжка.

## Пам'ятки історії та архітектури
- Буд. № 1 — колишній елеватор млина Бродського, початок ХХ століття (пам'ятка архітектури, історії). Тут бував письменник Шолом-Алейхем.
- Буд. № 8 — Будка над артезіанською свердловиною № 23 Київського водогону, початок ХХ століття (пам'ятка архітектури). Інженер С. Коклик.
- Буд. № 10 — Елеватор, 1951—1954 (пам'ятка архітектури). Архітектор В. Голштейн.
- Буд. № 13 — Садиба Бубнових, 1822 (пам'ятка архітектури, статус надано у вересні 2023 року). Спочатку садиба належала купецькій родині Бубнових, а потім, у різні часи, тут містилися купецькі лазні, крамниці, юдейський молитовний дім та майстерні річкового порту. Частково розібрана в 2023 році.[3]
- Буд. № 27 — Бурса Київської Духовної Академії, 1778 (пам'ятка архітектури, історії). Архітектор Іван Григорович-Барський. Добудова: 1811, архітектор Андрій Меленський. Бароко, класицизм. Проживали: поет, перекладач Петро Гулак-Артемовський (1802—1814); композитор, співак, драматичний актор Семен Гулак-Артемовський (1824—1830).

### Втрачені пам'ятки
- Буд. № 1-а — Дизель-моторна станція млина Бродського, 1912—1914 (архітектор Олександр Вербицький). Еклектика. Мала статус пам'ятки архітектури місцевого значення. Знесена 2005 року.[4]
- Буд. № 21 — Паровий млин Яновського, 1908. Одна з трьох споруд млина «Лазар Бродський», які вціліли після пожежі 1920 року. З 2004 року була на обліку як пам'ятка архітектури місцевого значення. Зруйнована 2010 року без узгодження з міською владою.[5]

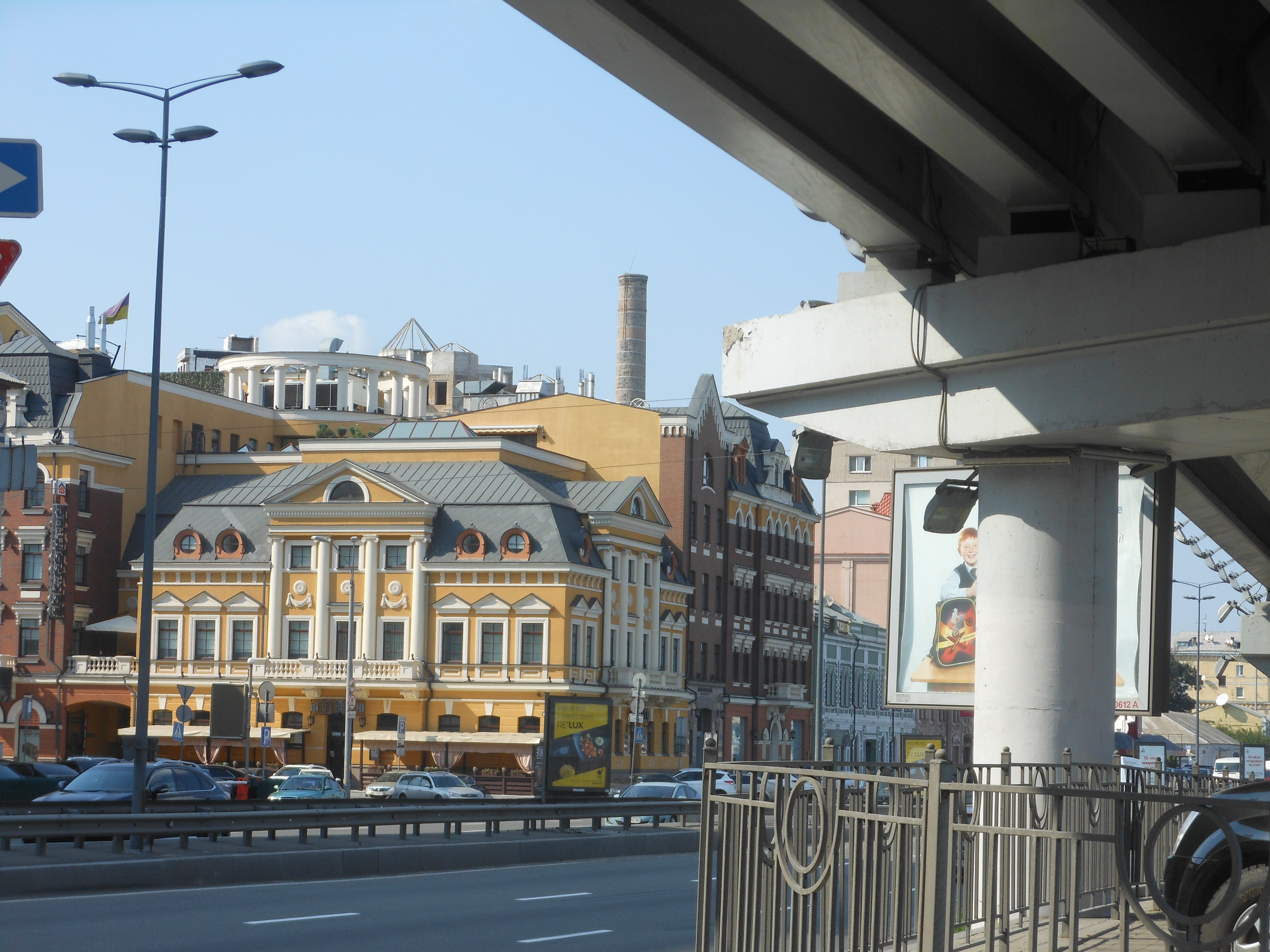
Будинок № 5
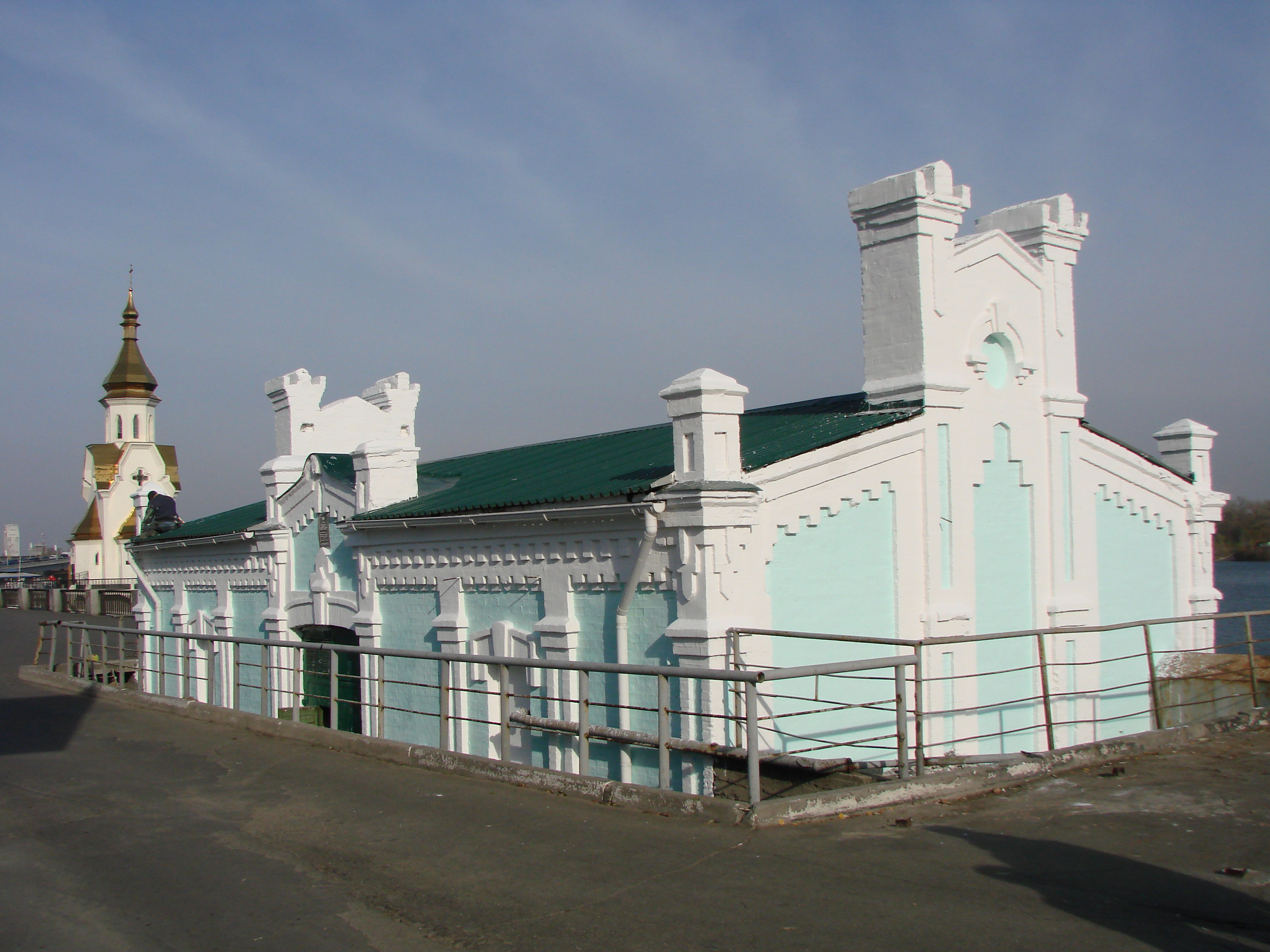
Будівля Київського водогону (буд. № 8)
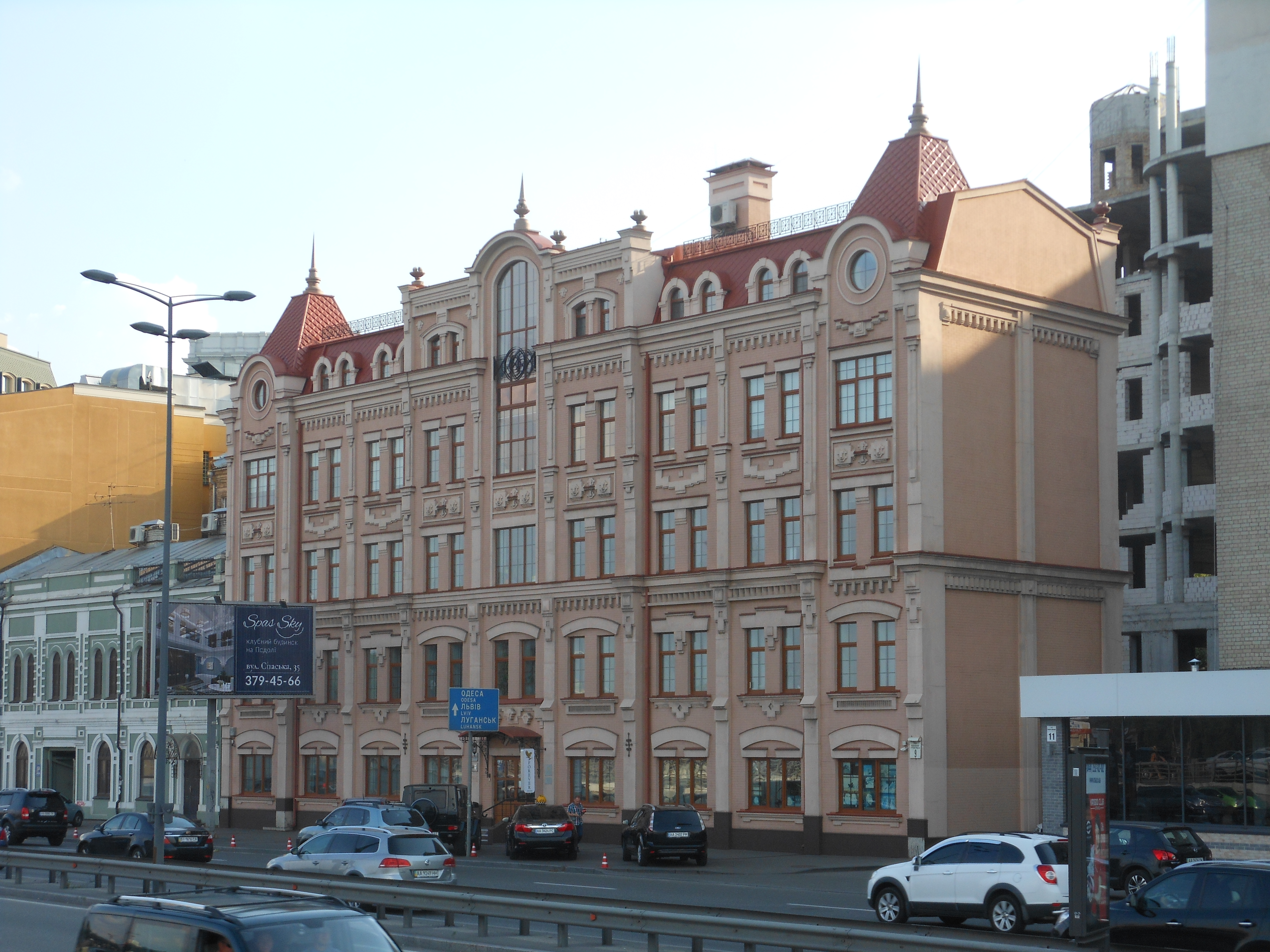
Будинок № 9
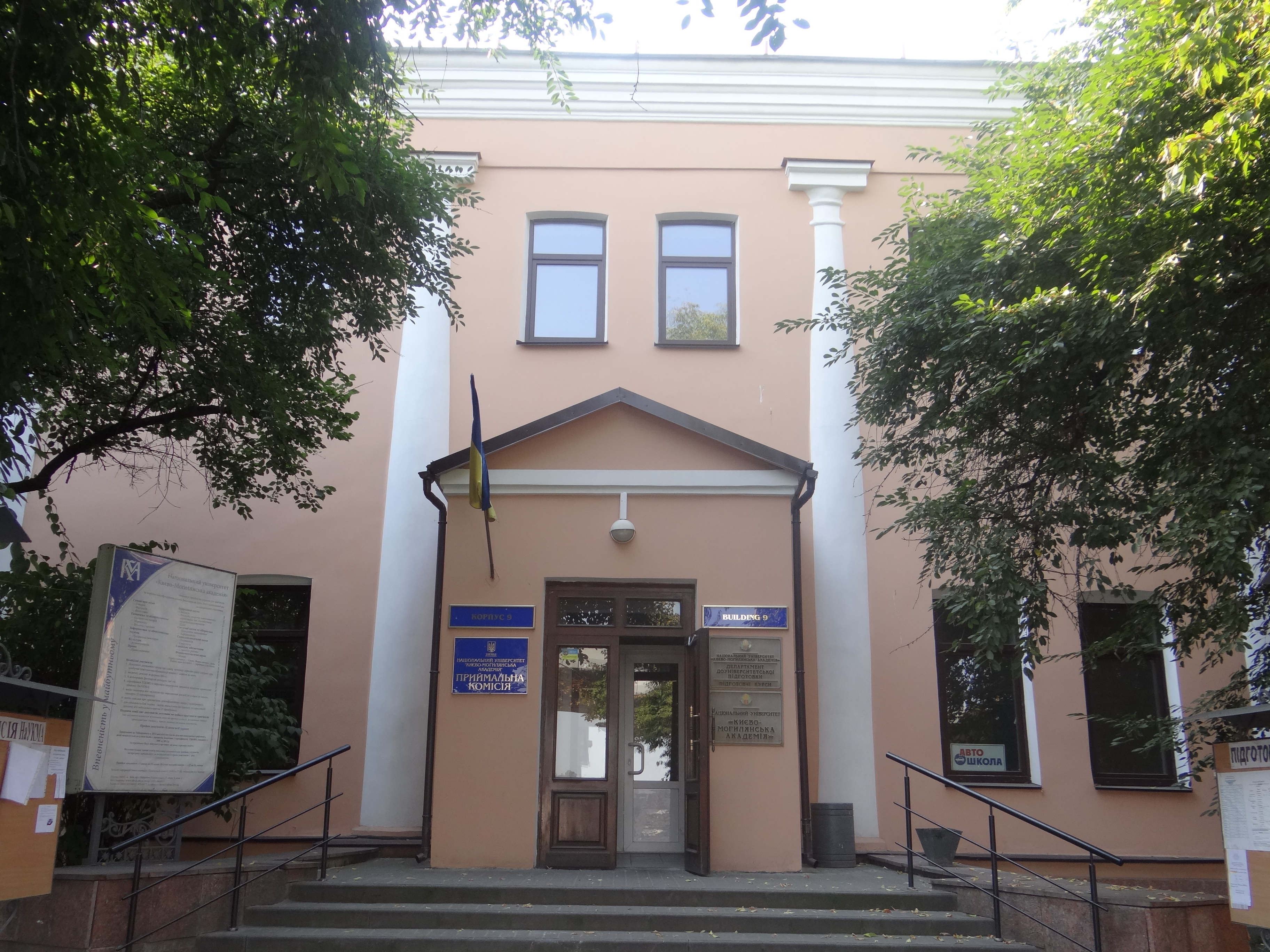
Бурса Київської Духовної Академії, нині — один з корпусів НаУКМА (буд. № 27)

## Меморіальні дошки
- Буд. № 27 — Меморіальна таблиця Семенові Гулаку-Артемовському. Бронза, барельєф. Відкрита 1974 року, скульптор Галина Кальченко, архітектор Анатолій Ігнащенко).

Меморіальна дошка Семенові Гулаку-Артемовському